# 山本弘 (法学者)
山本 弘（やまもと ひろし、1958年 - 2018年3月24日）は、日本の法学者（民事訴訟法）。元神戸大学教授。

## 略歴
- 1958年 - 大阪府大阪市で生まれる[2]
- 1977年 - 愛知県立千種高等学校卒業
- 1981年 - 東京大学法学部卒業、東京大学法学部助手
  - 富山大学経済学部講師、同助教授、法政大学法学部助教授、同教授を経て
- 2000年 - 神戸大学大学院法学研究科教授
- 2018年 - 死去[3]

## 著書

### 共著
- （山本克己編・佐藤鉄男・長谷部由起子・畑瑞穂）『破産法・民事再生法概論』(商事法務，2012年)

### 共編著
- （長谷部由起子・松下淳一・山本和彦・笠井正俊・菱田雄郷）『ケースブック民事訴訟法』(弘文堂，初版2004年，第2版2005年，第3版2010年，第4版2013年)
- （長谷部由起子・笠井正俊）『基礎演習民事訴訟法』(弘文堂，初版2010年，第2版2013年)

## 論文
- 「動産売買の先摂り特権」『商法 (総則・商行為) 判例百選〔第3版〕』124-125頁(1994年)
- 「年会費の定めのある預託金会員制ゴルフ場の会員が破産した場合の破産管財人による破産法59条１項による会員契約の解除の可否」ジュリスト平成12年度重要判例解説125-127頁(2001年)
- 「座談会・民事再生法施行後１年を振り返って」判例タイムズ1067号61-88頁(2001年)
- 「座談会・独占禁止法と民事法(上)(下)」民商法雑誌 124巻4・5号１-41頁､ 125巻1号1-30頁(2001年)
- 「書評「民事訴訟法学の方法論とその展望｣ を読んで」加藤新太郎編『民事司法展望』327-337頁(2002年)
- 「信用金庫の会員代表訴訟と貸出稟議書の文書提出義務」私法判例リマークス2002年(上)118-121頁(2002年)
- 「破産区の破産能力」『倒産法判例百選〔第2版〕』8-9頁(2002年)
- 「予納法人税の財団債権性」『倒産法判例百選〔第3版〕』238-239頁(2002年)
- 「破産財団の範囲およびその管理・換価」別冊NBL69号18-27頁(2002年)
- 「利害関係人の手続関与のあり方」ジュリスト1241号15-18頁(2003年)
- ｢再生管財人の選任｣ 『新会社更生法の理論と実務』判例タイムズ1132号125-128頁(2003年)
- 「意思能力」『民事訴訟法判例百選〔第3版〕』44-45頁(2003年)
- 「法人格なき社団の当事者能力」『民事訴訟法判例百選〔第3版〕』32-33頁(2003年)
- 「演習（裁判公開原則の意義）」法学教室283号114-115頁(2004年)
- 「演習（法人格なき社団の権利能力）」法学教室284号116-117頁(2004年)
- 「民事訴訟法学の見地からみた行政事件訴訟法改正」民商法雑誌130巻6号56-84頁(2004年)
- 「演習（民事訴訟における専門家の役割）」法学教室289号116-117頁(2004年)
- 「演習（既判力の反射的効力）」法学教室291号116-117頁(2005年)
- 「遺言執行者の当事者適格に関する一考察」谷口安平先生古稀記念『現代民事司法の諸相』(成文堂)11-52頁(2005年)
- 「現行倒産法制における営業譲渡の規律」福永有利先生古稀記念『企業紛争と民事手続法理論』(商事法務)815-842頁(2005年)
- （山本和彦と共同）「変容する民事訴訟実務と研究者の視座」山本和彦編『民事訴訟の過去・現在・未来』133-176頁(2005年)
- 「請求異議の訴え（4）」別冊ジュリスト177号「民事執行・保全判例百選」42-43頁(2005年)
- 「相殺」鎌田薫他編『民事法Ⅱ担保物権・債権総論』(日本評論社)315-326頁(2005年)
- 「多数当事者の債権関係」鎌田薫他編『民事法Ⅱ担保物権・債権総論』(日本評論社)367-374頁(2005年)
- 「公法人の破産能力」『倒産判例百選〔第4版〕』(2006年)
- 「予納法人税の財団債権性」『倒産判例百選〔第4版〕』(2006年)
- 「上訴審手続の現状と展望」ジュリスト1317号119頁(2006年)
- 「営業譲渡による事業再生」『市場と適応』第2巻185-199頁(2006年)
- 「明示一部請求に対する相殺の抗弁と民訴法一一四条二項の既判力」『民事紛争と手続理論の現在』(法律文化社) 439-457頁(2007年)
- 「動産売買の先取特権」別冊ジュリスト194号(2008年)
- 「二重訴訟の範囲と効果」ジュリスト増刊『民事訴訟法の争点』(2009年)
- シンポジウム「新社会法の制定と民事手続上の問題点」(司会)民事訴訟法雑誌55号125-178頁(2009年)
- 「送達の瑕疵と民訴法338条1項3号に関する最近の最高裁判例の検討」青山善充先生古稀祝賀論文集『民事手続理論の新たな地平』513-538頁(2009年)
- 「私的整理と法的再建手続との連携」ジュリスト1401号4-11頁(2010年)
- 「反射効と共同訴訟」『民事訴訟法判例百選〔第4版〕』別冊ジュリスト201号196-197頁(2010年)
- 「固有必要的共同訴訟の成否（1）―入会権確認の訴え」『民事訴訟法判例百選〔第5版〕』別冊ジュリスト201号210-211頁(2010年)
- 「『法学教室』と私」法学教室361号67頁(2010年)
- 「営業譲渡についての総会決議の代替許可の要件(東京高決平成16年6月17日)」金融商事判例1361号38-41頁(2011年)
- 「民訴法判例の動き」法学教室判例セレクト2010II25-26頁(2011年)
- 「上告理由としての弁論主義違反（1）」法学教室367号97-105頁(2011年)
- 「上告理由としての弁論主義違反（2・完）」法学教室368号123-132頁(2011年)
- 「法人格否認の法理による既判力・執行力の拡張」法学教室369号147-157頁(2011年)
- 「確定判決の反射的効力（反射効）」法学教室370号99-108頁(2011年)
- 「遺産分割をめぐる民事訴訟法上の諸問題」法学教室371号124-131頁(2011年)
- 「遺言執行者の当事者適格」法学教室372号123-132頁(2011年)
- 「主観的予備的併合と同時審判申出共同訴訟」法学教室373号128-134頁(2011年)
- 「法人格なき社団をめぐる民事手続き法上の諸問題（1）」法学教室374号127-136頁(2011年)
- シンポジウム「国際裁判管轄　民事訴訟法改正を受けて」(講演)ノモス30号208-216頁(2011年)
- 「基準時後における形成権行使と既判力の遮断効」法学教室376号119-125頁(2011年)
- 「法人格なき社団をめぐる民事手続き法上の諸問題（2・完）」法学教室375号141-152頁(2012年)
- 「送達の瑕疵と判決の無効・再審」法学教室377号112-121頁(2012年)
- 「執行文付与に対する異議の訴え-請求意義ノ訴えとの関係」『民事執行・保全判例百選〔第2版〕』34-35頁(2012年)
- 「確認の利益-遺言無効確認の訴えを中心に」法学教室378号123-129頁(2012年)
- 「民訴法判例の動き」法学教室判例セレクト2011II24-25頁(2012年)
- 「国際裁判管轄に関する法改正の概要」ロースクール研究19号114-116頁(2012年)
- 「民訴法判例の動き」法学教室判例セレクト2012II23-24頁(2013年)
- 「法人格なき社団の財産に対する強制執行の方法―最判平成二二年六月二九日が残した問題点」田原睦夫先生古希・最高裁判事退官記念論文集『現代民事法の実務と理論〔下巻〕』1230-1256頁(2013年)
- 「財産区の破産能力」『倒産法判例百選〔第5版〕』8-9頁(2013年)
- 「平成23年改正民事訴訟法における管轄権―併合請求および反訴を中心として」石川正先生古希記念論文集『経済社会と法の役割』1219-1238頁(2013年)
- 「民訴法判例の動き」法学教室判例セレクト2013II24-25頁(2014年)

## 社会活動
- 旧司法試験考査委員(2005年～)
- 法制審議会主権免除法制部会委員（2008年9月-2009年１月）
- 法制審議会国際裁判管轄法制部会委員（2008年10月-2010年1月）
- 新司法試験考査委員（2012年度）
- 新司法試験考査委員、司法試験予備試験考査委員（2013年度）